# Protohermes costalis
Protohermes costalis är en insektsart som först beskrevs av Walker 1853.  Protohermes costalis ingår i släktet Protohermes och familjen Corydalidae. Inga underarter finns listade i Catalogue of Life.